# Elaphoglossum heliconiifolium
Elaphoglossum heliconiifolium là một loài thực vật có mạch trong họ Lomariopsidaceae. Loài này được (Sodiro) H. Christ mô tả khoa học đầu tiên năm 1897.